# Mascarell d'Abbott
El mascarell d'Abbott (Papasula abbotti) és un gran ocell marí de la familia dels súlids, que cria únicament a l'Illa Christmas, a l'oceà Índic. És l'únic membre viu del gènere Papasula (Olson et Warheit, 1988). Antany era classificat al gènere Sula.

## Morfologia
- Fa uns 79 cm de llargària, amb un pes d'uns 1.460 grams.
- El seu plomatge blanc i negre el fa diferent de la resta de mascarells de la regió. La major part del plomatge és blanc, i són negres la cua, la cara dorsal de les ales i la punta de la cara inferior. Té una taca negra a les cuixes.
- Pell negra a la cara. Anell ocular fosc.
- Bec amb punta negra, gris pàl·lid els mascles i rosa les femelles. Potes blau grisenc.
- Joves semblants als adults.

## Hàbitat i distribució
El mascarell d'Abbott cria només a l'illa Christmas, encara que antany es reproduïa en altres illes de l'oceà Índic. Al mar, es veu principalment a les aigües del voltant de l'illa Christmas. Hi ha evidència fòssil de la seva antiga presència al Pacífic sud, i cites d'albiraments en la seva antiga àrea de cria a les Illes Mascarenyes.

## Conducta

### Reproducció
Aquesta espècie nia als arbres en la selva humida, on ponen un únic ou entre els mesos de juny i juliol. El creixement del pollet és lent, i la major part fan el seu primer vol entre els mesos de desembre i gener. Romanen amb els seus pares, i en depenen per a l'alimentació, encara durant els següents 230 dies aproximadament.

No es reprodueixen fins als vuit anys, i podran fer-ho cada dos anys, amb una vida potencialment fèrtil de 40 anys.

### Alimentació
Els adults s'alimenten de peixos i calamars. Alimenten les cries per regurgitació.

## Conservació
La major part dels hàbitats de reproducció del mascarell d'Abbott va ser destruïda per la mineria dels fosfats entre les dècades dels 1960 i 1970 i avui és classificada com "en perill". S'estima una població del voltant de 3.000 individus. A l'illa Christmas, les amenaces inclouen els ciclons, la degradació de l'hàbitat de reproducció i les formigues boges grogues (Anoplolepis gracilipes). A més, hi ha altres amenaces potencials com la sobrepesca i la contaminació marina.